# Biblioteca pública Don Luis y Misia Virginia
Biblioteca pública Don Luis y Misia Virginia es una biblioteca pública fundada en Guatire en el año 1981 en la casa donde transcurrió la infancia del expresidente venezolano Rómulo Betancourt.

## Antecedentes
La primera biblioteca pública de Guatire se denominaba Salón de Lectura "Elías Calixto Pompa", fundada en los años cuarenta del siglo XX por la extinta Sociedad Cultural de Guatire, en 1965 pasó a ser una dependencia de la Casa de la Cultura del Estado Miranda (ver Casa de la Cultura Antonio Machado). Esta biblioteca funcionó hasta el año 1980. En este mismo año, el Instituto Autónomo Biblioteca Nacional y de Servicios de Bibliotecas, presidido por Virginia Betancourt, hija del expresidente Rómulo Betancourt, compra la vivienda que había pertenecido a sus abuelos y donde transcurrió la infancia de su padre. En 1981 el expresidente Luis Herrera Campins inaugura la Biblioteca Pública "Don Luis y Misia Virginia", denominada así en recuerdo de los padres de Betancourt.

## Servicios
La biblioteca cuenta con Sala General, Sala de Exposiciones, Sala Infantil, servicio de conexión gratis a Internet, servicio de computación, Sala de Historia, Sala de Arte y Literatura, y otras. Entre 1985 y 1987 se construyó un moderno anexo.
- Datos: Q6396265